# 突堞

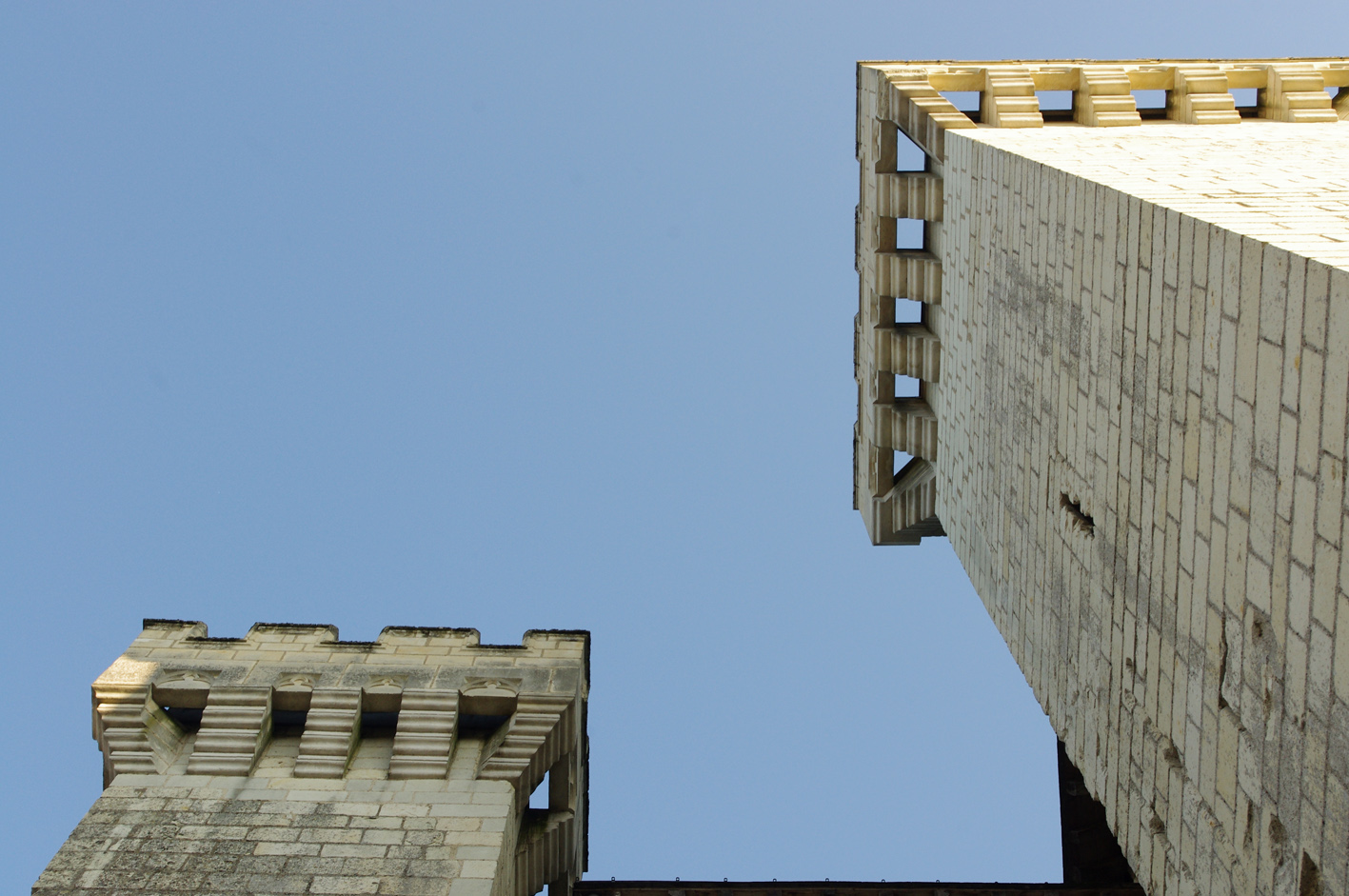
围绕塔楼的突堞

突堞（法語：Mâchicoulis）是中世纪城堡的一种常见防御结构，在位于城墙或塔楼的侧面高处，整体形成突廊，利用向下开放的堞眼，守军可以向敌人泼洒开水、沸油等。